# Сто година самоће
Сто година самоће (шп. Cien años de soledad) је роман колумбијског писца Габријела Гарсије Маркеса и сматра се ремек делом хиспаноамеричке и светске литературе. За овај роман Маркес је 1982. добио Нобелову награду за књижевност. Ово је једно од највише превођених и највише читаних дела на шпанском језику. Роман је први пут објављен у Буенос Ајресу маја 1967. а издавач је била кућа Едиторијал Судамерикана. Почетни тираж је био 8.000 примерака а роман је до сада продат у више од 30.000.000 примерака и преведен је на 35 језика.
Магични реалистички стил и тематска супстанца Сто година самоће учврстили су га као важан репрезентативни роман књижевног процвата Латинске Америке 1960-их и 1970-их, на који су стилски утицали модернизам (европски и северноамерички) и кубански Вангардија (Авангарда) књижевни покрет.
Откако је први пут објављен у мају 1967. у Буенос Аиресу у издању Едиторијал Судамерикане, Сто година самоће је преведен на 46 језика и продат у више од 50 милиона примерака. Роман, који се сматра магнум опусом Гарсије Маркеса, и даље је широко признат и препознат је као једно од најзначајнијих дела како у латиноамеричком књижевном канону тако и у светској књижевности.

## Биографија и публикација
Габријел Гарсија Маркес је био један од четири латиноамеричка романописаца који су први пут укључени у књижевни латиноамерички процват 1960-их и 1970-их; остала тројица су били Перуанац Марио Варгас Љоса, Аргентинац Хулио Кортасар и Мексиканац Карлос Фуентес. Сто година самоће (1967) донело је Гарсију Маркесу међународну славу као романописца покрета магичног реализма у латиноамеричкој књижевности.

## Ликови

### Прва генерација

#### Хозе Аркадио Буендија
Патријарх породице Буендија, Хозе Аркадио Буендија је човек јаке воље, који се „отуђује” од своје породице (физички и психички) у тренутку кад постаје вођен интересом за филозофске мистерије. Буендија је водио Макондо у раним годинама села, а његово се присуство у причи губи кад он почиње да луди, тражећи камен мудраца. Временом је изгубио разум и почео говорити на латинском. Од тада, он је остао везан за стабло кестена. Пре смрти његова га жена Урсула ослобађа и води у његову собу. Он се пред сам тренутак смрти враћа под стабло кестена и ту умире.

#### Урсула Игуаран
Урсула, жена Хозеа Аркадија Буендие, један је од главних ликова романа, чији се животни век протеже кроз готово све генерације породице. Она је та која надзире породицу, води кућне послове и брине се и о самом Хозе Аркадију Буендији. Умире у добу између 114 и 122 године.

### Друга генерација

#### Хозе Аркадио
Хозе Аркадио је био прворођени син Хозеа Аркадија Буендија, од којег је наследио упорност и импулзивно понашање. Љубавница му је била Пилар Тернера, коју оставља на почетку њене трудноће. Придружује се Циганима и одлази од породице. Враћа се у Макондо неколико година касније као одрастао човек, тврдећи да је пловио морима света. По доласку се жени својом посвојеном сестром Ребеком, с којом је протеран из породичног дома. Умире од ране задобијене од непознатог хица, пар дана након спашавања свог брата од смртне казне.

#### Пуковник Аурелијано Буендија
Аурелијано Буендија је био други син Хозеа Аркардија Буендије и прва особа која је рођена у Маконду. Име је добио по свом претку. Аурелијано је проплакао у мајчиној утроби и родио се отворених очију. Показао се неспособним за љубав. Сматрао је да поседује наднаравну моћ предсказивања оног што ће доћи, јер оно што је рекао бивало је истином. Бори се на страни либерала и учествује у 32 рата те више пута успева да умакне смрти. Изгубивши интерес за ратовање, потписује мировни уговор и враћа се кући.
Аурелијано није био само ратник, већ и песник. У поодмаклом добу поступно губи памћење и постаје неосетљив на догађања око себе. Проводи дане у радионици израђујући златне рибице. Мењао их је за новчиће које је топио и поново израђивао нове рибице. Умире под стаблом за које његов отац годинама био привезан.

#### Ремедиос Москоте
Ремедиос је најмлађа кћи конзервативца и управника, Дон Аполинара Москотеа. Оно што ју је највише чинило привлачном била је њезина прекрасна пут и смарагдно-зелене очи. Удала се за пуковника Аурелијана кад је имала само 12 година. Била је толико млада кад се пуковник заљубио у њу да су морали причекати с венчањем до њеног уласка у пубертет. На опште изненађење, она постаје дивном и симпатичном супругом и задобија свачију наклоност. Била је једина особа која се бринула за Хозе Аркардија Буендиу за време његове болести. Ипак, убрзо умире при порођају.

#### Амаранта
Амаранта је била треће дете Хозе Аркардија Буендие и одрасла је заједно са својом полусестром Ребеком. Љубав и њежност коју је гајила према њој прерасли су у љубомору и злобу кад се у њиховом животу појављује Пиетро Креспи. Обе су га жарко желеле. Амаранта је чак изјавила да ће убити Ребеку ако се уда за Пиетра Креспиа, али након Ремедиосине смрти, Амаранта се каје због тога и проживљава емоционалну кризу. Кад се Ребека удаје за Хозе Аркадија уместо за Пиетра, Амаранта одбија сваког удварача па чак и Пиетра Креспија, који се због тога у очају убија. Један од удварача био је и најближи пријатељ њезиног брата Аурелијана, пуковник Геринелдо Маркез, али она одбија и његову просидбу због неодређеног разлога. Имала је несексуалне односе са својим нећацима, Аурелијаном Хозе и Хозе Аркардиом. Предосетивши долазак смрти, Амаранта је почела ткати свој погребни покров. Кад је завршила с ткањем, умире као девица и осамљена уседелица, мада донекле задовољна јер се помирила са својом судбином.

#### Ребека
Ребека је сироче које породица Буендија посваја, јер претпостављају да је она кћерка Урсулиних даљњих рођака. Она је у почетку била врло повучена, одбијала је да говори и имала је необичну навику да једе земљу и креч са зидова куће те да сиса прст. Са собом доноси врећу с костима својих родитеља и разговара једино са слугама Виситацион и Катауреом. Појављује се након што Хозе Аркардио одлази с Циганима. Иако је одрасла у дому породице Буендија, бива истерана из њега након што се удала за Хозе Аркардија. Хозе Аркардијева мистериозна смрт је на замршен начин повезана с Ребеком, која након тога живи изолована од остатка света. Исти су лик појављује у Маркезовим новелама чија се радња такође одвија у Маконду.

## Контекст и структура
Маркес је роман написао за 18 месеци, у периоду од 1965. до 1966. у Мексико Ситију, граду у који се са породицом преселио из Колумбије. Идеју за роман Маркес је добио током једног путовања са мајком у Аракатаку, своје родно село у Колумбији. Макондо, село из романа, Маркес по први пут помиње у причи „Један дан после суботе“, објављеној 1954, а већина ликова из романа такође се по први пут појављује у неким његовим ранијим причама и романима. Првобитни назив романа требало је да буде Кућа, али се Маркес ипак одлучио за наслов „Сто година самоће“ како би избегао забуну и мешање са романом „Велика кућа“ (La casa grande) који је објавио 1954. са пријатељем, такође колумбијским писцем, Алваром Самудиом (Alvaro Cepeda Samudio). Прво издање романа објављено је 5. јуна 1967. код издавача Судамерикана из Буенос Ајреса.
Књига се састоји из 20 поглавља без наслова, у којима је испричана историја са цикличном временском структуром током које се догађаји у селу Макондо, као и у фамилији Буендија (Buendia), стално и наново понављају, уз мешање и стапање фантастике и реалности. У прва три поглавља испричан је егзодус групе фамилија из уређеног живота у Маконду, од 4. до 16. поглавља описује се економски, политички и социјални развој села, а у завршна четири поглавља прича се о његовој декаденцији и пропадању.

## Симболика и метафоре
Доминантна тема у Сто година самоће је неизбежно понављање историје у Маконду. Протагонисти су под контролом њихове прошлости и сложености времена. Кроз роман ликове посећују духови. „Духови су симболи прошлости и прогањајуће природе коју има над Макондом. Духови и измештено понављање које изазивају су, запаво, чврсто утемељени на посебном развоју латиноамеричке историје“, пише Данијел Ериксон. „Идеолошка трансформација је осигурала да су Макондо и Буендија увек донекле били духови, удаљени и отуђени од сопствене историје, не само жртве сурове стварности зависности и неразвијености, већ и идеолошких илузија које опседају и појачавају такве друштвене услове.”
Коришћење одређених историјских догађаја и ликова чини Сто година самоће примерним делом магичног реализма, где роман сажима деценије узрока и последица док прича занимљиву причу.